# Confederazione di Radom
La Confederazione di Radom (in polacco: Konfederacja radomska) fu una confederazione di nobili della Confederazione Polacco-Lituana formatasi a Radom il 23 giugno 1767 per impedire le riforme e conservare la libertà dorata. Fu fondata come risposta della nobiltà cattolica alle prime confederazioni protestanti di Slutzk e Toruń; circa 74.000 nobili dichiararono il sostegno alla Confederazione di Radom.
Il Maresciallo della confederazione fu Karol Stanisław "Panie Kochanku" Radziwiłł, ma il capo reale fu l'ambasciatore russo Nikolaj Repnin, che fu anche responsabile della formazione delle confederazioni protestanti e ortodosse. Su sua insistenza, i confederati dovettero fare la pace con il Re di Polonia, il filorusso Stanislao II Augusto Poniatowski, e mandare un ambasciatore alla zarina russa Caterina la Grande, chiedendole di proteggere le libertà della Rzeczpospolita (Polonia). Egli calmò le rivolte interne in Polonia per aumentare il potere di controllo russo sul territorio. Dopo il Sejm di Repnin del 1767, dove Repnin dettò de facto la legislazione al Sejm, il controllo russo sulla Polonia divenne molto più forte.